# Arón Piper
Arón Piper (Berlijn, 29 maart 1997) is een Duits-Spaanse acteur. Hij heeft mee gespeeld in Élite, een Spaanse serie van Netflix. In 2023 speelde hij de rol van Sergio Ciscar in de serie Muted (El Silencio).

## Persoonlijk
Piper is geboren in Berlijn, Duitsland. Toen Piper 5 jaar oud was, verhuisde hij naar het dorpje Luarca in Spanje.

## Filmografie
| Jaar       | Titel                           | Rol                                | Opmerkingen                                                                 |
| ---------- | ------------------------------- | ---------------------------------- | --------------------------------------------------------------------------- |
| 2004       | The Gunman                      | Extra (niet genoemd)               |                                                                             |
| 2011       | Maktub                          | Iñaki                              |                                                                             |
| 2012       | Fracaso Escolar                 | Kind                               | Korte film                                                                  |
| 2012       | Only When I Have Nothing to Eat | Andy                               | Korte film                                                                  |
| 2013       | 15 años y un día                | Jon                                |                                                                             |
| 2016       | La Corona Partida               | Fernando de Habsburgo              | Engelse titel: The Broken Crown                                             |
| 2016 2017  | Centro Médico                   | Rubén Santos Adrián Muriana García | - Santos - Seizoen 4, Aflevering 70. - Muriana - Seizoen 6, aflevering 119. |
| 2018       | Un Minuto                       |                                    | Korte film                                                                  |
| 2018-heden | Élite                           | Ander Muñoz                        | Netflix serie, hoofdrol                                                     |
| 2019       | Los Rodrígez y El Más Allá      | Jacobo                             |                                                                             |
| 2019       | Derecho a Soñar                 | Luis Rojas                         |                                                                             |
| 2020       | El desorden que dejas           | Iago                               |                                                                             |
| 2023       | Muted (El Silencio)             | Sergio Ciscar                      | Netflix serie, hoofdrol                                                     |

- Bibliothèque nationale de France: cb177389816 (data)
- International Standard Name Identifier: 0000 0004 3458 8455
- Library of Congress Control Number: no2014067461
- MusicBrainz: 44c615fb-7cb5-4ab8-b239-d046d028a261
- Système universitaire de documentation: 188220518
- Virtual International Authority File: 308762713
- WorldCat: E39PBJjt8qPjcCxg9JyhGJbyBP